# Lithium (노래)
〈Lithium〉은 미국의 록 밴드 너바나의 노래로, 보컬리스트이자 기타리스트인 커트 코베인이 작사, 작곡했다. 1991년 9월 DGC 레코드에 의해 발매된 밴드의 두 번째 음반 《Nevermind》의 다섯 번째 트랙으로 등장한다.
1992년 인터뷰에서 코베인은 이 노래가 여자친구의 죽음 이후 "자신을 지키기 위해 최후의 수단으로 종교에 귀의한" 남자에 대한 허구적인 이야기라고 설명했다. 너바나의 전기 작가 마이클 아제라드는 이 가사를 "마르크스가 종교를 '인민의 아편'으로 묘사한 것에 대한 업데이트"라고 묘사했다.'"
〈Lithium〉은 1992년 7월 《Nevermind》의 세 번째 싱글로 발매되었으며, 미국 빌보드 핫 100에서 64위, 영국 싱글 차트에서 11위를 기록했다. 핀란드에서는 1위, 아일랜드와 포르투갈에서는 5위에 올랐다. 미국의 영화 감독 케빈 커슬레이크가 연출한 이 뮤직 비디오는 1991년 10월 31일 워싱턴주 시애틀의 파라마운트 극장에서 공연된 밴드의 라이브 영상과 완성되었지만 개봉되지 않은 영화 《1991: The Year Punk Broke》의 라이브 영상을 모은 것이다.

## 발매 및 반응
〈Lithium〉은 1992년 7월 13일 《Nevermind》의 세 번째 싱글로 발매되었다. 코베인의 커버 사진을 특징으로 하는 이 싱글에는 당시 뮤지션의 태아였던 프랜시스 빈 코베인의 의료 초음파와 《Nevermind》의 모든 노래에 대한 완전한 가사가 포함되어 있었다. 카세트, CD, 12인치 바이닐, 영국의 12인치 바이닐 픽처 디스크 에디션에는 〈Curmudgeon〉과 〈Been a Son〉(전년 할로윈 공연)의 라이브 버전이 B-사이드로 포함되었다. 영국의 7인치와 카세트에는 〈Curmudgeon〉만이 추가 트랙으로 수록되었고, 영국의 CD 발매에는 1990년 BBC 라디오 1의 디스크 자키 존 필의 프로그램을 위해 녹음된 와이퍼즈의 〈D-7〉의 커버가 추가되었다.
《뉴욕》 매거진의 존 설리번은 〈Lithium〉을 "완벽하게 만들어진 히트작"이라고 묘사했다. 올뮤직의 마크 데밍은 "너바나의 획기적인 음반인 《Nevermind》의 모든 사운드와 분노에도 불구하고, 이 음반의 최고이자 가장 영향력 있는 곡이 가장 조용한 곡 중 하나라는 것은 중요하고, 너바나의 영감을 받은 분노의 해방력은 이 노래의 봉사보다 더 강력한 경우가 거의 없었다"라고 말했다. 《타임》 음악 비평가 크리스토퍼 팔리는 "펑크에서 영감을 받아 우리가 신경 쓸 수 없는 정신은 일부 젊은이들이 그들의 시대에 대해 느끼는 불안한 무관심을 반영하는 것처럼 보였다"고 쓰면서 이 노래를 "멋진 기타 훅"으로 칭찬했다.
2012년 《NME》는 "90년대 최고의 트랙 100선"에서 〈Lithium〉을 52위에 올렸다. 2013년, 《롤링 스톤》의 독자들이 실시한 "최고의 너바나 노래 10곡" 투표에서 "상당히 편안한 차이"로 1위에 선정되었다. 2019년에는 《롤링 스톤》의 너바나 노래 102곡 순위에서 7위에 올랐다.

## 차트 성능
미국에서는 빌보드 핫 100 싱글 차트에서 64위를 기록했다. 〈Lithium〉은 《빌보드》 메인스트림 록 트랙과 모던 록 트랙의 방송 차트에서 각각 16위와 25위에 올랐다.

## 곡 목록
모든 곡들은 특별한 언급이 없는 한 커트 코베인에 의해 작사/작곡하였다.
미국 12인치, 카세트, CD 및 영국 12인치 바이닐 픽처 디스크
1. "Lithium" – 4:16
2. "Been a Son" (Live - Seattle - October 31, 1991) – 2:14
3. "Curmudgeon" – 2:58

영국 7인치 바이닐 및 카세트
1. "Lithium" – 4:16
2. "Curmudgeon" – 2:58

영국 CD
1. "Lithium" – 4:16
2. "Been a Son" (Live) – 2:14
3. "Curmudgeon" – 2:58
4. "D-7" (John Peel Radio Session) (Greg Sage) – 3:45

## 인증
| 국가                               | 인증        | 판매량/출하량 |
| ---------------------------------- | ----------- | ------------- |
| 오스트레일리아 (ARIA)              | 2× 플래티넘 | 140,000       |
| 이탈리아 (FIMI) sales since 2009   | 골드        | 35,000        |
| 영국 (BPI)                         | 골드        | 400,000       |
| 판매량+스트리밍을 기반으로 한 인증 |             |               |